# Amahai jezik
Amahai jezik (ISO 639-3: amq), jedan od gotovo nestalih jezika kojim još govori 50 ljudi (1987 SIL) u četiri sela na otoku Ceram (Seram), Indonezija.
Pripada centralnomolučkim jezicima, užoj skupini ceramskih jezika, i jedan je od tri jezika podskupine elpaputi. Postoje tri dijalekta: makariki, rutah, soahuku.

## Vanjske poveznice
- Ethnologue (14th)
- Ethnologue (15th)